# Raphionacme caerulea
Raphionacme caerulea là một loài thực vật có hoa trong họ La bố ma. Loài này được E.A.Bruce miêu tả khoa học đầu tiên năm 1935.